# Piotrkowice (Petite-Pologne)
Pour les articles homonymes, voir Piotrkowice.
Piotrkowice est une localité polonaise de la gmina de Tuchów, située dans le powiat de Tarnów en voïvodie de Petite-Pologne.